# Иоанно-Богословский Крещатицкий монастырь
Иоа́нно-Богосло́вский Креща́тицкий монасты́рь (укр. Іоано-Богословський Хрещатицький  монастир, неофициально Монасты́рь «Креща́тик», укр. Монастир «Хрещатик») — мужской монастырь Черновицкий и Буковинской епархии Украинской православной церкви (Московского патриархата), расположенный в селе Крещатик Черновицкой области.
Крещатицкая обитель расположена на правом высоком берегу Днестра (200 м над уровнем реки), который в этом месте разделяет Черновицкую и Тернопольскую области. С «монастырской скалы» открывается захватывающая панорама Залещиков и «Днестровского каньона».

## История

### XVII век
Начало Крещатицкой обители в XVII веке положили православные монахи, бежавшие из Манявского скита от преследований. Трое иноков решили подвизаться у местного целебного источника, который бил прямо из скалы над Днестром. Монахи жили в пещерах, которые вырыли своими руками.
Через некоторое время, в ночь накануне памяти Иоанна Богослова, иноки стали свидетелями свечения над источником. Расценив это как Божье знамение, монахи установили крест во имя апостола, именем которого и был назван скит. Вскоре над источником была возведена часовня с колокольней.
Из-за конфликта с епископом Радовецким, обитель была на время закрыта.

### XVIII—XIX века
Возродился скит только в первой половине XVIII века.
В 1760-х году на средства сербского купца Теодора Предою был возведён первый монастырский каменный храм святого Иоанна Богослова. Возвращаясь из Львова, иностранец остановился в обители. Пораженный природой и намоленностью этого места, он решил построить церковь. По некоторым преданиям, храм построен на месте, где сербский путешественник, во время пребывания в обители, увидел очередное странное свечение.
В распоряжении монастыря были значительные земельные наделы в районах, официально были закреплены за обителью молдавским господарем (1761—1764; 1767—1769) Григорием Каллимаки. После этого начало формироваться поселение Крещатик.
С присоединением западной части Буковины к Габсбургской монархии, начался процесс секуляризации. В 1786 году Крещатицкую обитель закрыли, а монастырскую церковь превратили в приходскую для окрестных жителей, которые продолжали чтить святой источник.
Около 1882 после слушания акафиста святому ап. Иоанну Богослову и погружения в источник исцелился мальчик Александр Тотоэскул. Позже он стал священником и пожертвовал ценную церковную книгу, на которой оставил дарственную подпись с кратким рассказом о своём исцелении.

### XX век
Во время Первой мировой войны пострадали не только здания бывшей обители, но и сгорел почти весь архив, который мог бы более прояснить историю этих мест.
После войны Северная Буковина была оккупирована королевской Румынией. Несмотря на требования местных жителей, решение об открытии Крещатицкого скита было принято Синодом Румынской православной Церкви только в 1931 году. А уже в 1933 году сюда приехали послушник Михаил Мензак с двумя монахами, которые первыми поселились в возрождённой обители. Отец Михаил подвизался в обители до самого её закрытия в 1960 году.
В 1940-е годы край вошёл в состав Черновицкой области Украины. Началась антирелигиозная кампания. К 1960 году в регионе остались действующими только два монастыря — мужской Крещатицкий, и Свято-Введенский женский в Черновцах.
В том же году братию Крещатицкой обители перевели в Почаевскую Лавру, а на их место переселили сестер из Черновцов.
Женская обитель просуществовала недолго. Бушевала хрущёвская антирелигиозная кампания, и уже в 1962 году монастырь закрыли.
Монастырские сооружения использовали как базу отдыха, а на источнике устроили водозабор для завода минеральной воды.
После празднования 1000-летия Крещения Руси началось повсеместное возрождения православия. 27 августа 1989 решением Черновицкого облисполкома бывшие помещения и земли монастыря были переданы Черновицкому епархиальному управлению, а 7 августа 1991 года Священный синод УПЦ по ходатайству епископа Онуфрия (Березовского), постановил восстановить Крещатицкую обитель, назначив настоятелем игумена Владимира (Мороза).
С конца 1992 наместником монастыря является архимандрит Евсевий (Дудка). 16 сентября 2014 решением Священного Синода УПЦ Евсевий (Дудка) избран епископом Хотинским и освобожден от обязанностей наместника монастыря. Новым наместником назначен архимандрит Серафим (Дудка).
В распоряжении монастыря находится 10 га земли. Ведется подсобное хозяйство.

## Здания
Сегодня в Крещатицкой обители есть следующие здания и постройки:
- часовня над источником (XVII век, реконструкция XX века)
- церковь святого апостола и евангелиста Иоанна Богослова (1768, памятник архитектуры)
- собор Благовещения Пресвятой Богородицы с нижней церковью Рождества святого Иоанна Предтечи (1998)
- часовня преподобного Кукши Нового (1996)
- старый братский корпус (1957)
- трапезный корпус с трапезной церковью (1999—2001)
- три братских корпуса (1992—1996)
- экономский корпус.